# Береть (Красноярский край)
Береть — посёлок в Берёзовском районе Красноярского края. Входит в состав Маганского сельского поселения.

## Географические данные
Посёлок расположен на берегу реки Мана. Ближайший населённый пункт — Брод. В районе очень популярны охота и рыбалка и в связи с этим здесь был построен гостиничный комплекс «Береть».

## История
В 1941 году в посёлок были депортированы немцы из АССР НП. В 1948 году сюда были сосланы жители Прибалтики.

## Население
| 1989 | 2002 | 2010 |
| ---- | ---- | ---- |
| 321  | ↘184 | ↘142 |